# كارل إدوارد واغنر
كارل إدوارد واغنر (بالإنجليزية: Karl Edward Wagner)‏ (12 ديسمبر 1945، نوكسفيل في الولايات المتحدة - 13 أكتوبر 1994، تشابل هيل في الولايات المتحدة)؛ كاتب وروائي أمريكي.